# Tizi Gheniff
Tizi Gheniff est une commune de la wilaya de Tizi Ouzou en Algérie.

## Géographie

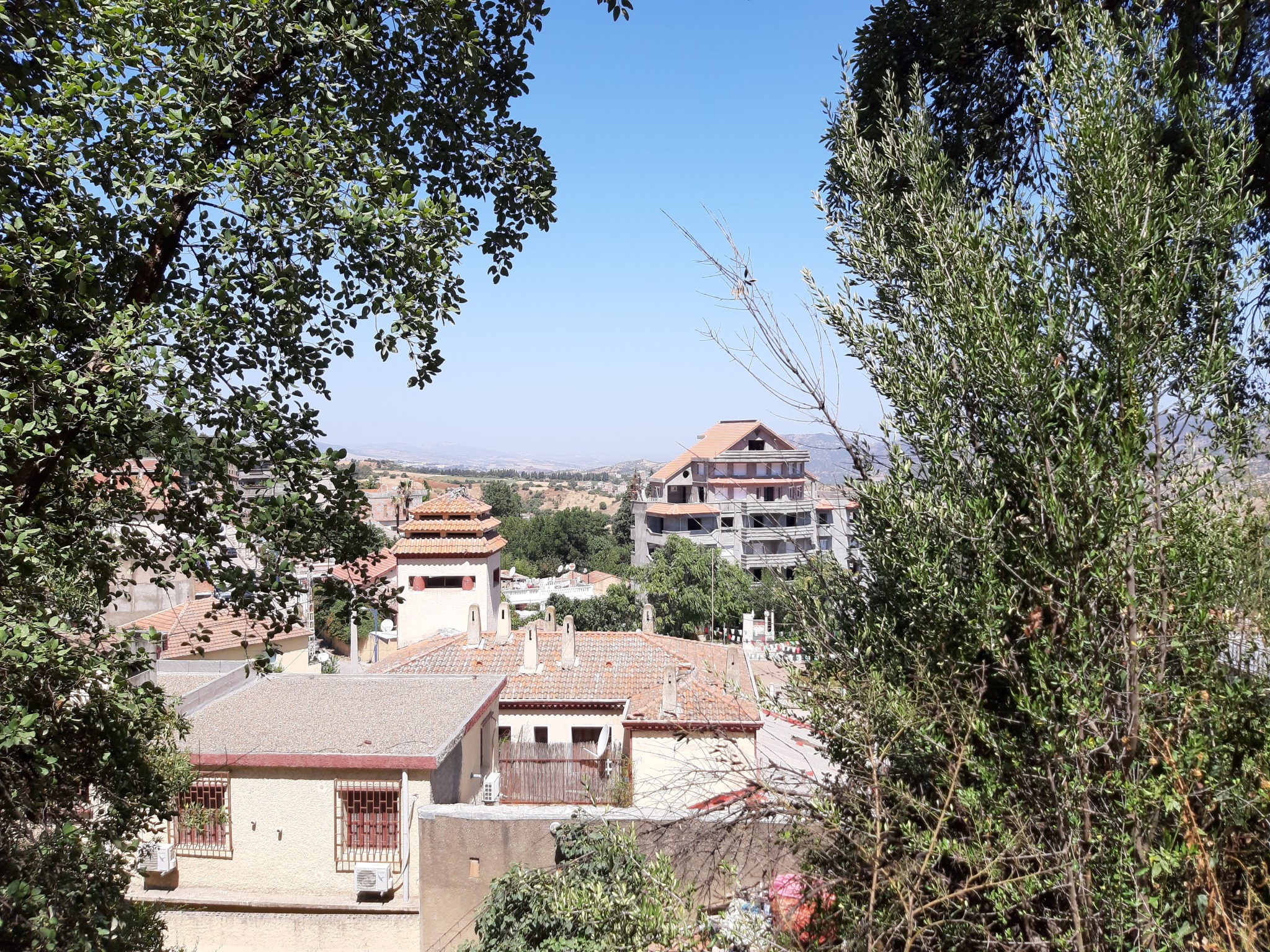
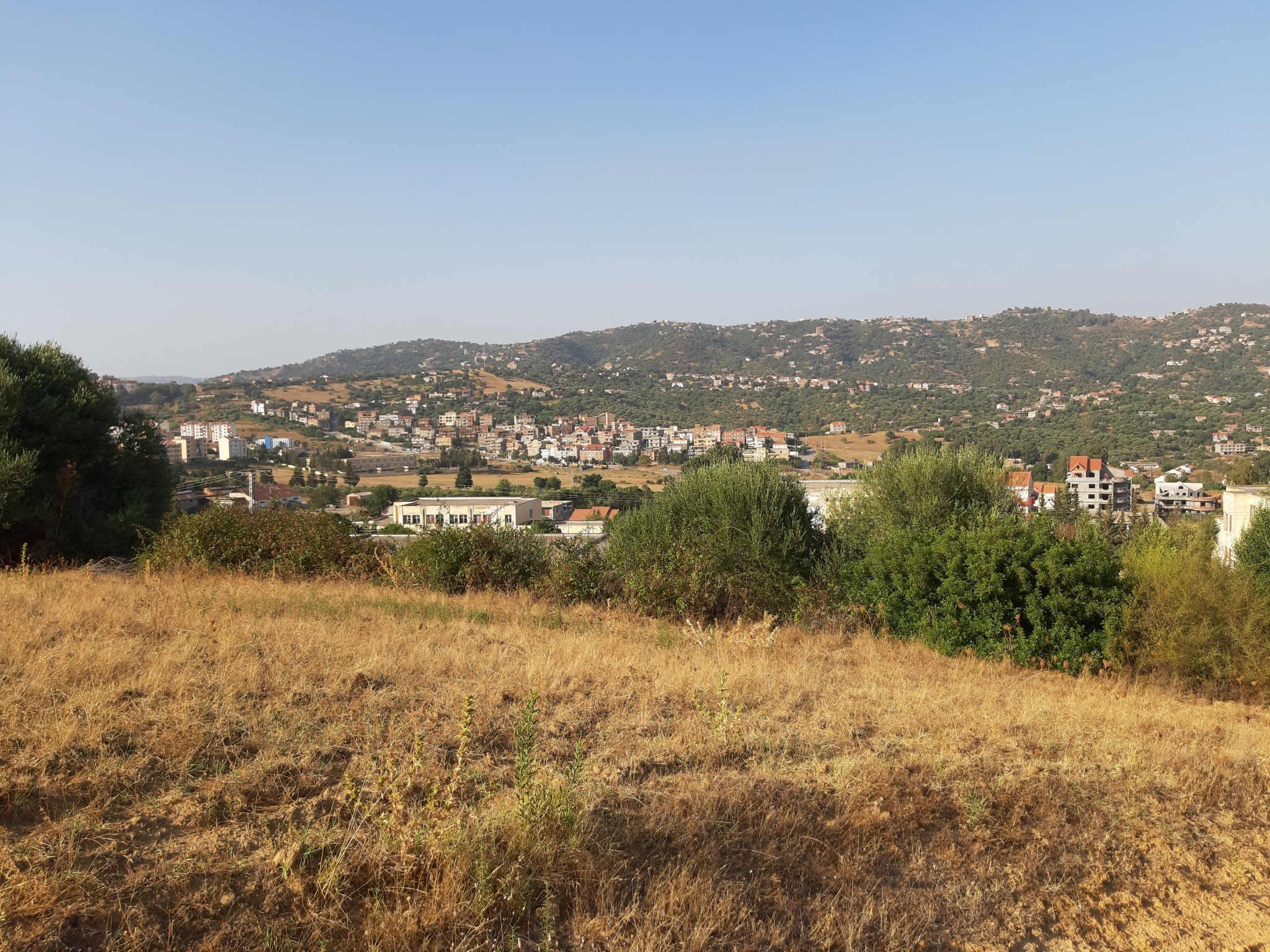
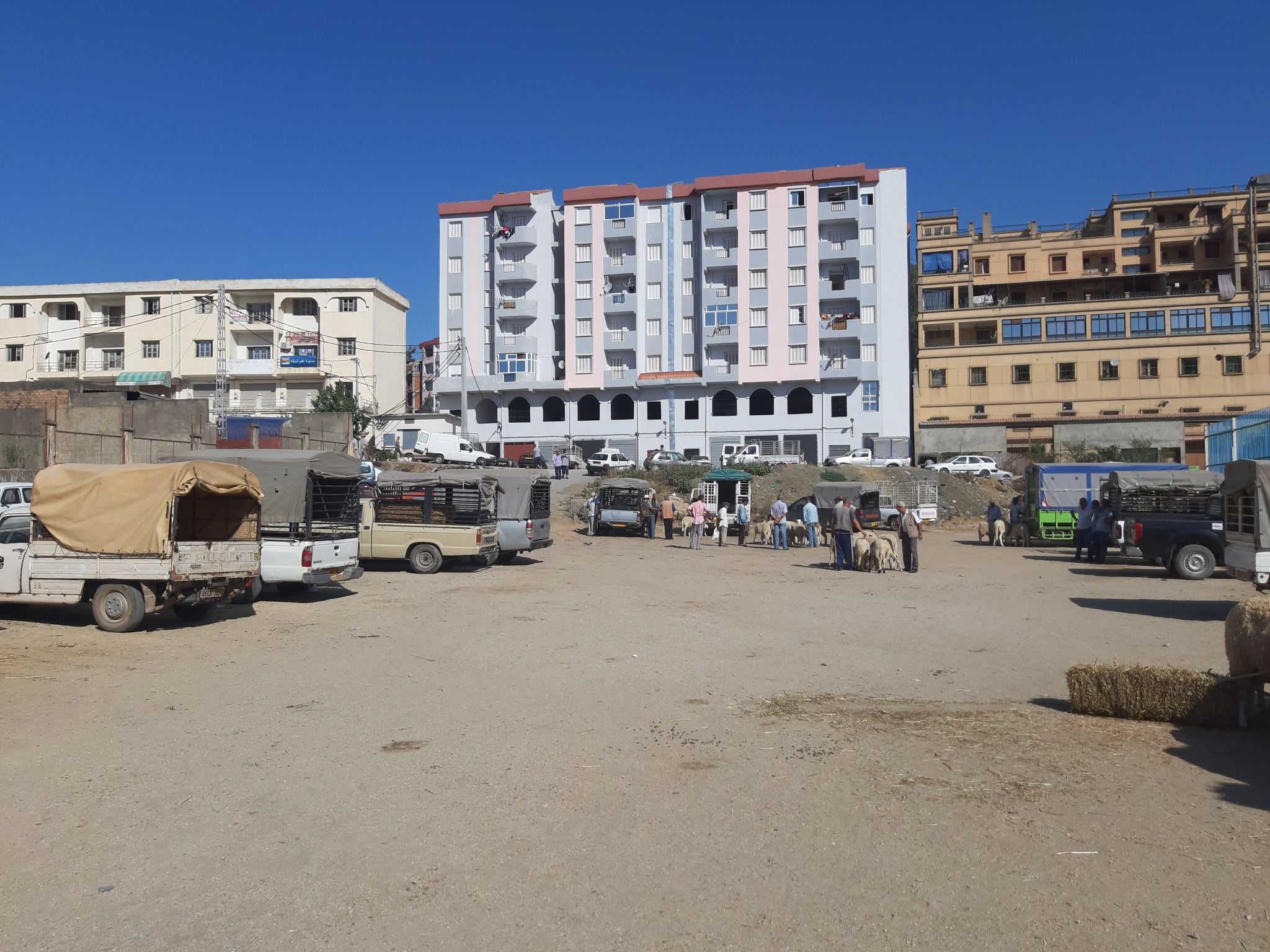
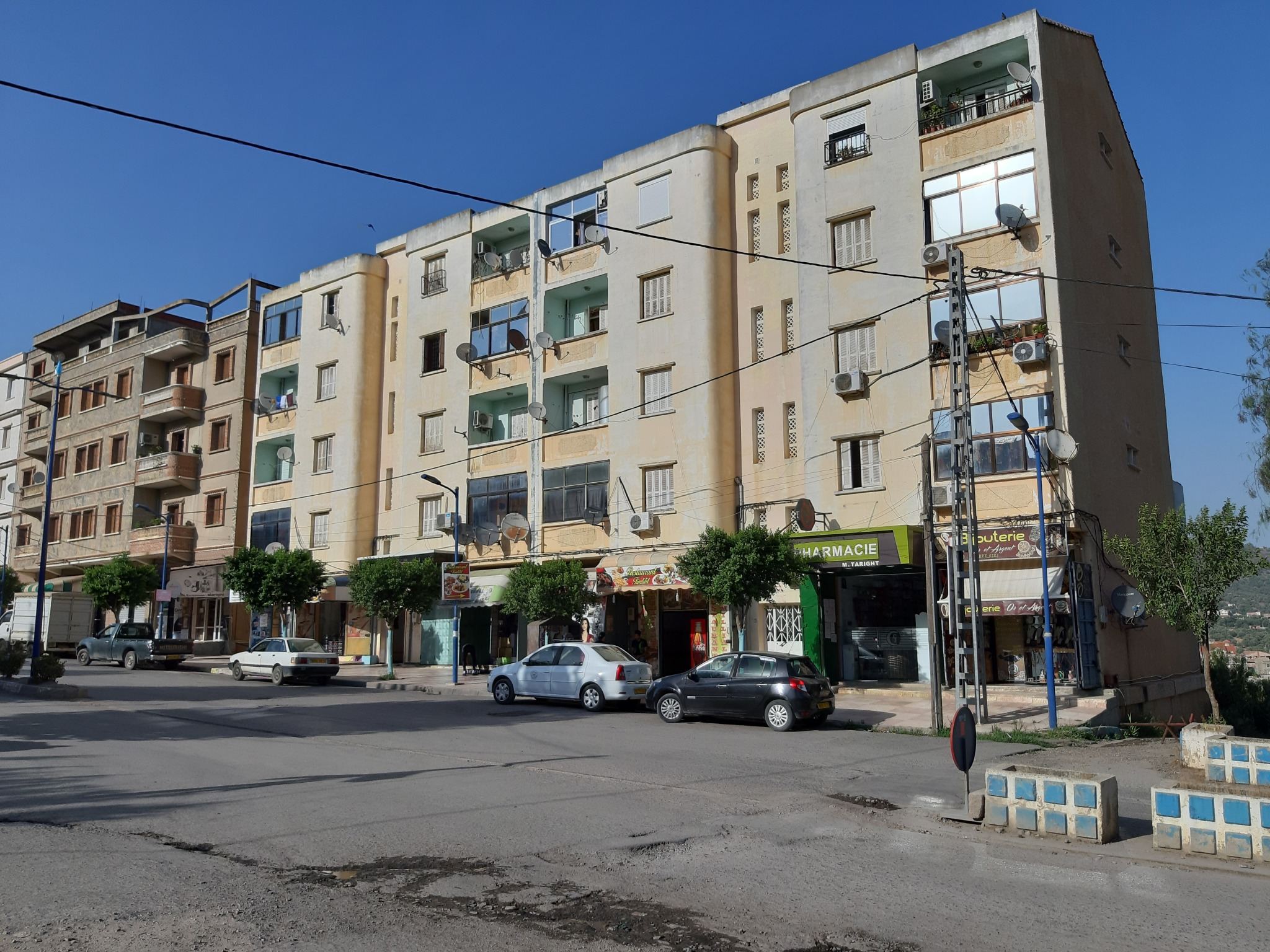
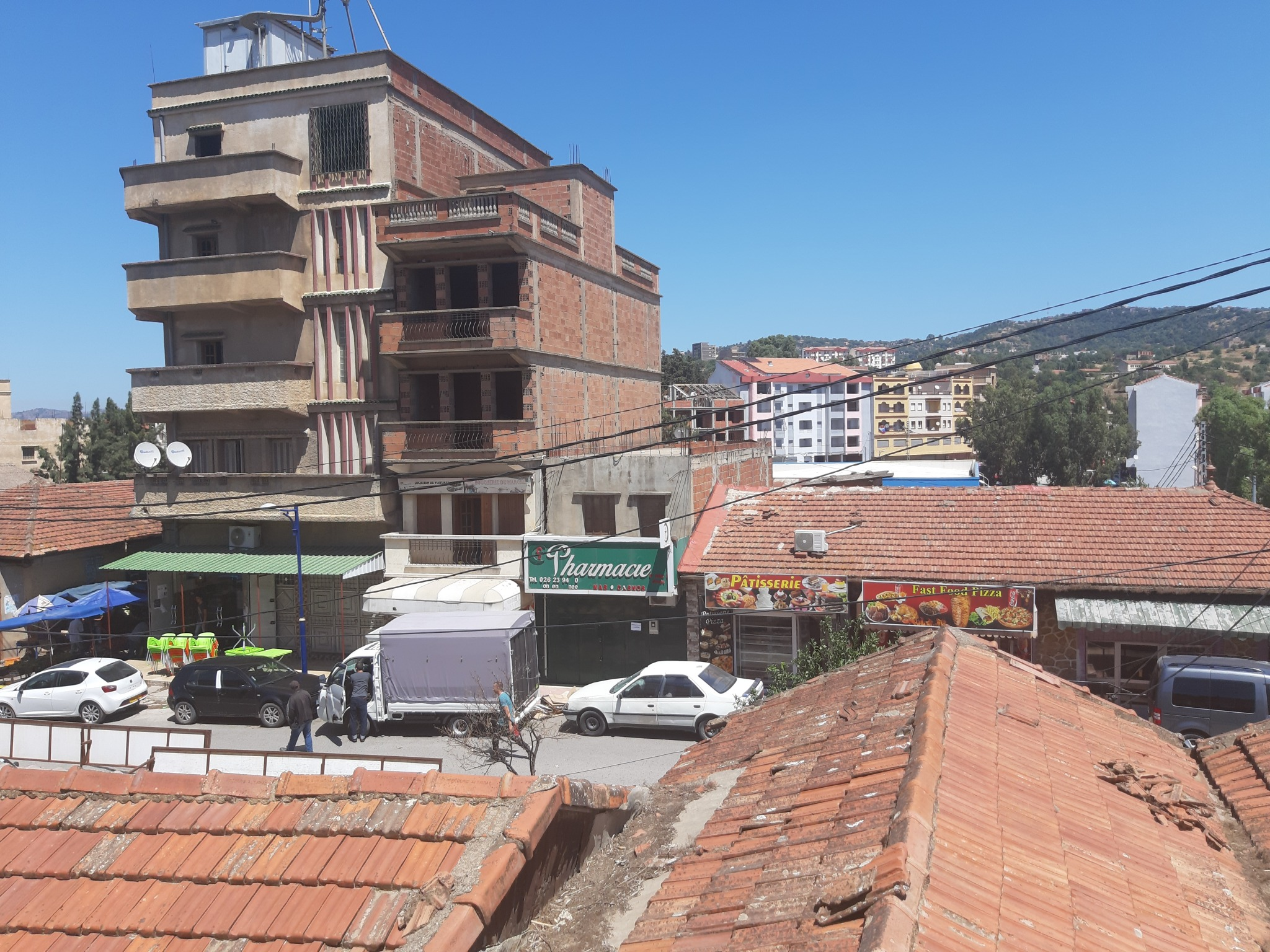
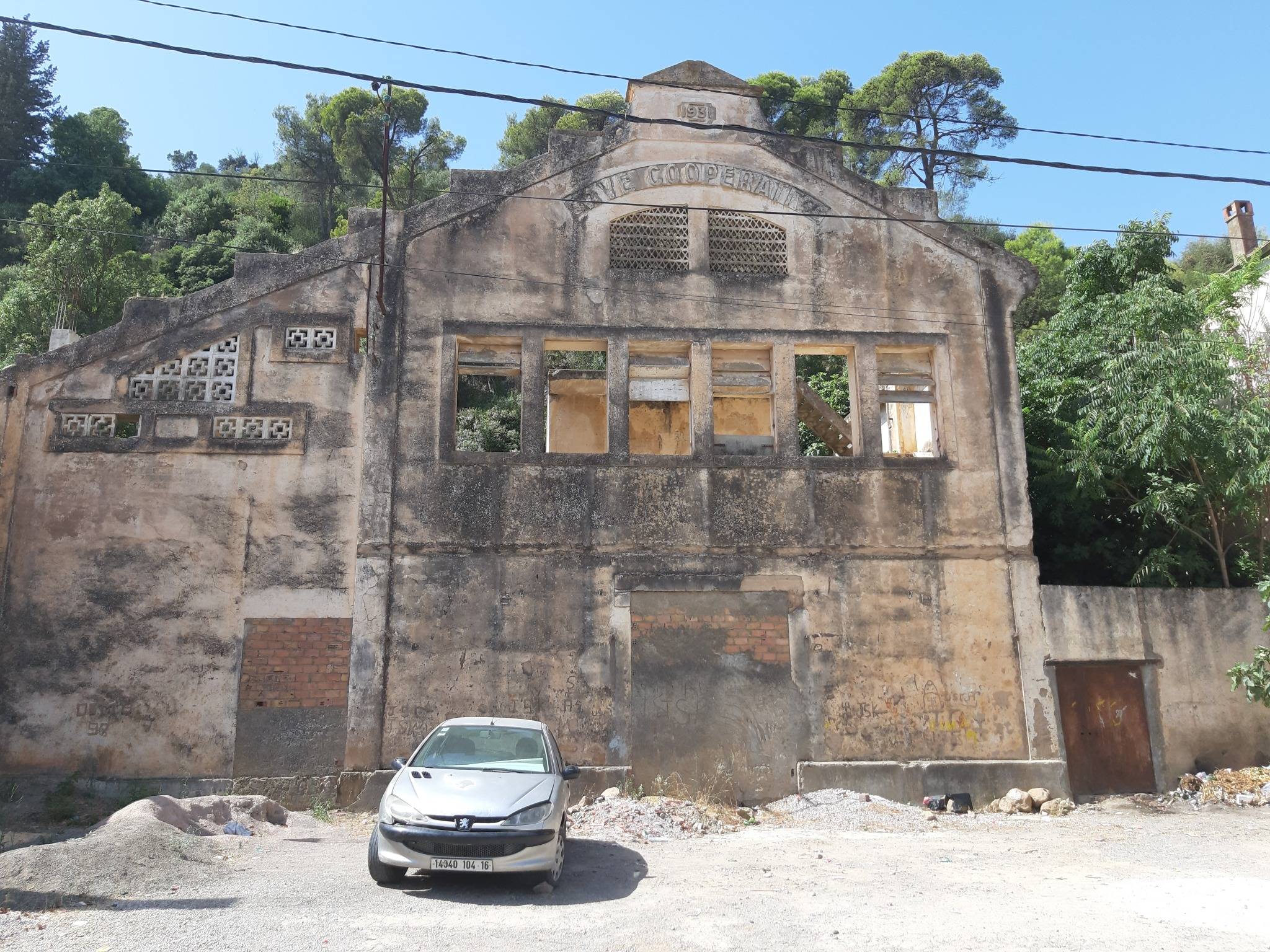

### Situation
La commune de Tizi Gheniff se situe au sud-ouest de la wilaya de Tizi Ouzou.
| Chabet El Ameur (wilaya de Boumerdès) | M'Kira       | M'Kira        |
| Chabet El Ameur (wilaya de Boumerdès) | Tizi Gheniff | Draa El Mizan |
| Kadiria (wilaya de Bouira)            | Aomar        | Draa El Mizan |

### Relief
La commune de Tizi Gheniff se situe à 363 mètres d'altitude.

### Localités de la commune
Lors du découpage administratif de 1984, la commune de Tizi Gheniff est composée des 37 localités suivantes :
- Adila
- El Had
- Aït Amar
- Aït Boulkroum
- Ait Itchir
- Ait Si Ali
- Aït Slimane
- Amichi
- Attatla (Ihattalen)
- Alekam
- Azoumbi
- Bellili
- Bendou (Ivandouthen)
- Benrejdal (Irejdhalen)
- Berrah (ivarahen)
- Boutaka
- Bozetine
- Chabane (Ath Mohdh 3eissa)
- Cité Marako
- Gallèze Ibari
- Ibouldjathen Abdellah
- Ighil Oukerouil
- Itibichène
- Ioualithene
- Lourika
- Meddah
- Ouled Meriem
- Saber
- Sanana
- Sendia
- Tala Mokrane
- Tala Ouamar
- Taoualit
- Tiachache
- Tigratine
- Tizi Gheniff
- Tizi N'Dokart
- Tagharbit (Ats Gharvit)
- Tamelaht
- Tamelikecht
- Tazekritt (Ath Zekrit)
- Vavour
- Yahiaoui

## Toponymie
Le nom de Tizi Gheniff (ex. Tizi R'nif) viendrait de Tizi et aghennif et qui signifie en kabyle « le Col de la victoire » .

## Économie
La région est essentiellement agricole. On y cultive des fruits et légumes et l'agriculture traditionnelle (olives,elle est équipée d'un marché en plein centre-ville et de plusieurs magasins divers ) est également pratiquée.